# 巴黎十二区
巴黎十二区是法国首都巴黎市的20个区之一。该区位于塞纳河右岸，面积16.32km²，不包括万塞讷树林（占总面积三分之二）为6.38km² ，在最近数十年经过大规模改造，尤其是圣艾米隆庭院（Cour Saint-Émilion）和贝西（Bercy）地区，设有法国经济、财政和工业部和巴黎贝西体育宫。
巴黎的第二大歌剧院，巴士底歌剧院位于十二区，开幕于1989年攻占巴士底狱200周年之际。文森森林也位于该区。

## 人口

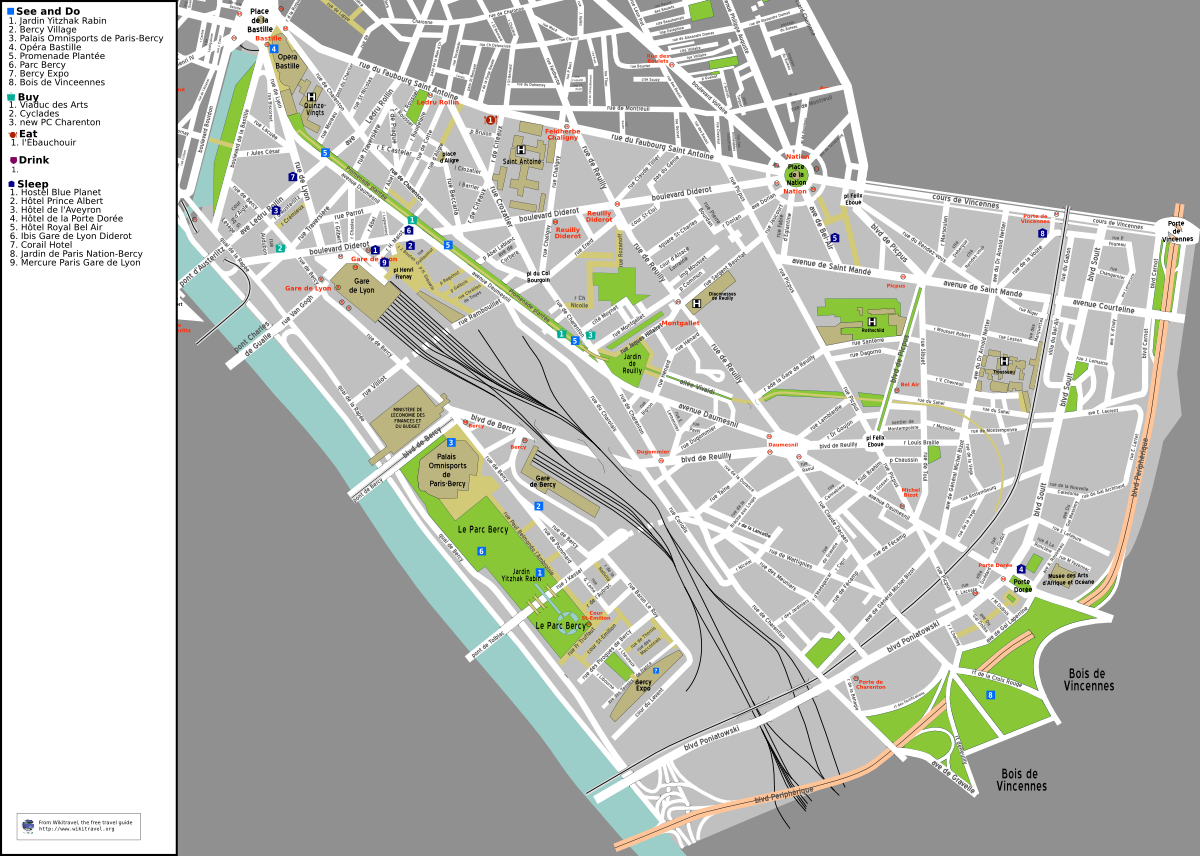
巴黎十二区地图

十二区的人口峰值出现在1962年，此后经历了30年的下降，到1990年代又有回升。1999年，人口数为136,591人，商业活跃，有112,336个工作岗位，主要在贝西新区周围。

## 名胜
- 巴士底广场（4、11、12区交界）
  - 巴士底歌剧院
  - 圣安托万市郊路
- 文森森林
- Picpus公墓

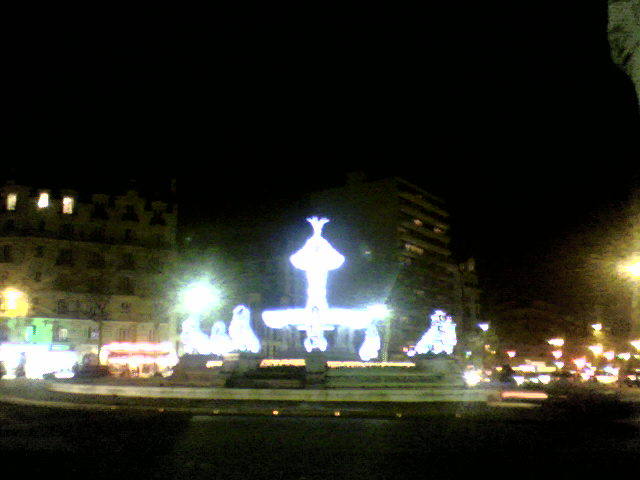
埃布埃广场（Place Félix Eboué）

- 街头艺术博物馆（Musée des Arts Forains）
- 金门宫（Palais de la Porte Dorée），国立移民历史城（Cité nationale de l'histoire de l'immigration）
- 巴黎贝西体育场（Palais Omnisports de Paris-Bercy）
- 贝西公园
- 绿荫步道（Promenade plantée）
- 艺术桥商业长廊（Viaduc des arts）
- 文森动物园